# Nederlandse kampioenschappen schaatsen afstanden 2009 - 500 meter vrouwen
De Nederlandse kampioenschappen schaatsen afstanden 2009 - 500 meter vrouwen worden gehouden op vrijdag 31 oktober 2008. Het kampioenschap bestaat uit twee 500 meters, alle rijdsters starten één keer in de binnenbaan en één keer in de buitenbaan. Er zijn vijf plaatsen te verdelen voor de Wereldbeker schaatsen 2008/09. Annette Gerritsen 3e op het WK en Marianne Timmer 6e hebben een beschermde status, zij plaatsen zich voor de wereldbeker als zij bij de eerste 8 eindigen. Gerritsen is tevens de titelverdedigster, zij pakte de titel tijdens de Nederlandse kampioenschappen schaatsen afstanden 2008

## Statistieken

### Uitslag
| #      | Schaatser             | 1e 500m  | 2e 500m  | Totaal |
| ------ | --------------------- | -------- | -------- | ------ |
| Goud   | Annette Gerritsen     | 38,98    | 38,40    | 77,380 |
| Zilver | Margot Boer           | 39,11    | 38,96    | 78,070 |
| Brons  | Thijsje Oenema        | 39,37    | 39,29 PR | 78,660 |
| 4      | Marianne Timmer       | 39,45    | 39,36    | 78,810 |
| 5      | Laurine van Riessen   | 39,67    | 39,52    | 79,190 |
| 6      | Natasja Bruintjes     | 39,48    | 39,72    | 79,200 |
| 7      | Paulien van Deutekom  | 39,84    | 39,66    | 79,500 |
| 8      | Mayon Kuipers         | 39,72 PR | 39,92    | 79,640 |
| 9      | Anice Das             | 39,90    | 39,93    | 79,830 |
| 10     | Ireen Wüst            | 40,12    | 40,11    | 80,230 |
| 11     | Tosca Hilbrands       | 40,46 PR | 40,19 PR | 80,650 |
| 12     | Sophie Nijman         | 40,46    | 40,20    | 80,660 |
| 13     | Sanne Delfgou         | 40,27    | 40,40    | 80,670 |
| 14     | Inge van Essen        | 40,31 PR | 40,50    | 80,810 |
| 15     | Jorien Kranenborg     | 40,50    | 40,37    | 80,870 |
| 16     | Ingeborg Kroon        | 40,27    | 40,63    | 80,900 |
| 17     | Marrit Leenstra       | 40,97    | 39,94    | 80,910 |
| 18     | Marloes Gelderblom    | 40,49    | 40,72    | 81,210 |
| 19     | Frederika Buwalda     | 40,48    | 40,80    | 81,280 |
| 20     | Lisette van der Geest | 40,64 PR | 40,65    | 81,290 |
| 21     | Marit Dekker          | 40,66 PR | 40,79    | 81,450 |
| 22     | Ellen Hazelaar        | 40,80 PR | 40,79 PR | 81,590 |

- Volledige Uitslag (pdf-formaat)[dode link]

### Loting 1e 500 m
| Rit | Binnenbaan            | Buitenbaan          |
| --- | --------------------- | ------------------- |
| 1   | Lisette van der Geest | Frederika Buwalda   |
| 2   | Jorien Kranenborg     | Ellen Hazelaar      |
| 3   | Tosca Hilbrands       | Marit Dekker        |
| 4   | Inge van Essen        | Ingeborg Kroon      |
| 5   | Anice Das             | Sanne Delfgou       |
| 6   | Sophie Nijman         | Marloes Gelderblom  |
| 7   | Paulien van Deutekom  | Mayon Kuipers       |
| 8   | Thijsje Oenema        | Laurine van Riessen |
| 9   | Marrit Leenstra       | Ireen Wüst          |
| 10  | Annette Gerritsen     | Natasja Bruintjes   |
| 11  | Marianne Timmer       | Margot Boer         |

- Volledige Loting 1e 500 m (pdf-formaat)[dode link]

### Ritindeling 2e 500 m
| Rit | Binnenbaan          | Buitenbaan            |
| --- | ------------------- | --------------------- |
| 1   | Ellen Hazelaar      | Marrit Leenstra       |
| 2   | Marit Dekker        | Lisette van der Geest |
| 3   | Marloes Gelderblom  | Jorien Kranenborg     |
| 4   | Frederika Buwalda   | Tosca Hilbrands       |
| 5   | Ingeborg Kroon      | Sophie Nijman         |
| 6   | Sanne Delfgou       | Inge van Essen        |
| 7   | Ireen Wüst          | Anice Das             |
| 8   | Mayon Kuipers       | Paulien van Deutekom  |
| 9   | Laurine van Riessen | Marianne Timmer       |
| 10  | Natasja Bruintjes   | Thijsje Oenema        |
| 11  | Margot Boer         | Annette Gerritsen     |

- Volledige Loting 2e 500 m (pdf-formaat)[dode link]

1987 · 
1988 · 
1989 · 
1990 · 
1991 · 
1992 · 
1993 · 
1994 · 
1995 · 
1996 · 
1997 · 
1998 · 
1999 · 
2000 · 
2001 · 
2002 · 
2003 · 
2004 · 
2005 · 
2006 · 
2007 · 
2008 · 
2009 · 
2010 · 
2011 · 
2012 · 
2013 · 
2014 · 
2015 · 
2016 · 
2017 · 
2018 · 
2019 · 
2020 · 
2021 · 
2022 · 
2023 · 
2024 · 
2025